# Skalná
Skalná (tjekkisk udtale: [ˈskalnaː]; indtil 1950 Vildštejn, tysk: Wildstein) er en by i distriktet Cheb i regionen Karlovy Vary i Tjekkiet med omkring 1.900 indbyggere.

## Inddeling
Landsbyerne Kateřina, Starý Rybník, Vonšov og Zelená er administrative dele af Skalná.

## Etymologi
Det oprindelige tyske navn Wildstein (dvs. "vild klippe") er højst sandsynligt afledt af byens beliggenhed på et klippefyldt forbjerg og fra overfloden af vildt i skovene. Det tjekkiske navn Vildštejn blev skabt ved transskription. Efter 2. verdenskrig blev byen omdøbt til Skalná (fra skála, altså "klippe").

## Geografi
Skalná ligger omkring 10 km nord for Cheb og 35 km vest for Karlovy Vary, på grænsen til Tyskland.
Den østlige del af kommunens område ligger i Cheb-bassinet, og den vestlige del ligger i Fichtel-bjergene. Det højeste punkt er bakken Lužský vrch som er 606 meter over havets overflade.

## Historie
Den første skriftlige omtale af Vildštejn er fra 1224. Bosættelsen blev grundlagt omkring 1200 omkring Vildštejn Slot. Det var ejet af forskellige adelige familier, især af huset Gumerauer (1439-1524), af familien Wirsberg (1531-1590'erne), der skrev historie ikke kun som røvere, men også som bygherrer af en ny kirke og et renæssanceslot, og af familien Trauttenberg (1590'erne–1799).
I 1950 blev kommunens navn ændret til Skalná.

## Seværdigheder
Det romanske Vildštejn Slot blev grundlagt i 1166. Det var beboet indtil 1800-tallet, hvor det blev omdannet til et malteri. I dag er det et museum.
Soos Nationale Naturreservat har tilnavnet "Tjekkisk Yellowstone". Det er en omfattende tørvemose og hede, hvor en lang række mineralkilder og ren kuldioxid springer ud i form af mofettas. Der er en uddannelsessti, der fører langs bunden af en tørlagt sø, som tidligere havde saltvand.
Johannes Døberens Kirke var oprindeligt en gotisk bygning grundlagt af Den Teutoniske Orden, første gang nævnt i 1320. I 1705–1709 blev den genopbygget i barokstil. 
I Starý Rybník er der et slot og ruiner af et gotisk slot.